# Свингеры (фильм, 2018)
«Свингеры» (укр. Свінгери) — украинский фильм в жанре комедии и мелодрамы, основанный на одноимённой латвийской картине 2016 года. Весь фильм рассказывает о любовном треугольнике между женщиной и двумя мужчинами.
Впервые на широком кинопрокате фильм был показан 1 января 2018 года.

## Сюжет
Состоятельный бизнесмен Игорь скучает в компании своей девушки Илоны — гламурной «светской львицы», которая больше его самого любит деньги и хочет стать дизайнером за его счет. Между тем в хрущёвку возвращается с работы врач-пульмонолог Андрей. Его жена Ирина в халате и бигуди требует секса, на который у него нет ни сил, ни желания. 10 лет в браке убили любую страсть у этой пары.
Игорь и Ирина подстрекают своих партнеров прибегнуть к сексуальному эксперименту — свингерскому вечеру. Что будет, если эти пары поменяются партнерами?
Между тем, 30-летнюю учительницу английского языка Свету выставил обнаженной на балкон любовник, когда его жена внезапно вернулась в квартиру. Спасти и обогреть её может только сосед по балкону Денис. Но вечер перестает быть вялым, когда на пороге у Дениса появляется продюсер Эдуард.

## В ролях
| Актёр              | Роль   |
| ------------------ | ------ |
| Ольга Полякова     | Илона  |
| Михаил Кукуюк      | Игорь  |
| Даша Астафьева     | Света  |
| Алексей Вертинский | Эдуард |
| Анна Саливанчук    | Ирина  |
| Вячеслав Довженко  | Андрей |
| Любомир Валивоць   | Сосед  |

## Восприятие

### Критика
Украинские кинокритики в целом положительно оценили фильм. Так, Ярослав Пидгора-Гвяздовский в своей рецензии для «Детектор медиа» отозвался о фильме положительно и написал: «Получилось пригодно. Для кого-то это может быть не так, но в целом фильм произвёл положительные ощущения».

### Касса
В течение первой недели на фильм было продано 128 700 билетов, он был показан на 227 экранах и собрал 10,8 миллионов ₴, что в то время позволило ему занять 2 место среди всех премьер в стране.